# 100 Monkeys
I 100 Monkeys sono un gruppo musicale statunitense, fondato nel 2008.
Denominati anti-pop, hanno uno stile funk rock o, come si definiscono loro, funky rock and roll con l'umorismo e il cinismo dei tempi moderni.
La band è formata da cinque componenti: Ben Graupner (Ben G.), Ben Johnson (Ben J), Jackson Rathbone (J. Action), Jerad Anderson (J. Rad) e Lawrence Abrams (Uncle Larry). La rivista Rolling Stone li ha inseriti nella lista delle cinque nuove band da seguire.

## Storia del gruppo
Il gruppo si forma nel 2008 a Los Angeles. Il loro primo singolo Ugly Girl, viene pubblicato nel 2009, la canzone viene accompagnata da altri due singoli Smoke e Wasterland Too. Prima dell'uscita del loro album in studio Grape, viene pubblicato l'EP Monster De Lux come prerequisito indispensabile per Grape.
Nel 2010 la band annuncia su Twitter la partenza del tour 100 City Tour, che tocca solo città della West Coast.
Tra giugno e luglio del 2010 vengono pubblicati altri due singoli: Kolpix e Future Radio come anticipazione dell'uscita dell'album Live and Kickin Part One pubblicato il 20 luglio. Alla fine del 2010 viene pubblicato la parte video dell'album Live and Kicking Part Too DVD, contenente diverse esibizioni live del tour 100 City Tour.
Nel dicembre del 2010 viene pubblicato il singolo Wandering Mind anteprima dell'album Liquid Zoo, in uscita il 28 giugno 2011. A maggio 2011 è partito il tour promozionale del nuovo album, il Liquid Zoo World Tour, che, anticipato dal 40+ city US tour in giro per gli Stati Uniti, è sbarcato anche in Europa, toccando Regno Unito, Germania, Francia, Svezia e i Paesi Bassi.
Il 19 giugno 2011 è stato pubblicato il video ufficiale del primo singolo Wandering Mind.

La band è stata scelta dall'LG per partecipare al LG's: "One's to watch" Tour che si è svolto nell'estate 2011.
Il 20 luglio 2011 la band ha pubblicato su Twitter la notizia della preparazione di un nuovo video per il brano Modern Times. Il video è stato pubblicato su YouTube il 10 agosto 2011.

## Formazione
Il gruppo è composto da cinque elementi:
- Ben Graupner: voce, tromba, chitarra, batteria, tastiera e basso[9]
- Ben Johnson: batteria, basso, chitarra, tastiera e cori[9]
- Jackson Rathbone: voce, chitarra, basso, batteria, mandolino, tromba e armonica[9]
- Jerad Anderson: chitarra, basso, batteria, tastiera e cori[9]
- Lawrence Abrams: percussioni, flauto, basso, tastiera, sassofono e cori[9]

## Beneficenza
Da tempo sostengono l'associazione Spencer Bell Legacy Project per la ricerca sul tumore del surrene. Questa associazione porta il nome di Spencer Bell, musicista e amico della band, che ha ispirato i 100 Monkeys, morto nel dicembre del 2006.

## Discografia

### Album
- 2009 - Monster De Lux
- 2009 - Grape
- 2011 - Liquid Zoo

### Album Live
- 2009 - Creative Control
- 2010 - Live and Kickin Part One

### Singoli
- 2009 - Ugly Girl
- 2009 - Smoke
- 2009 - Wasteland Too
- 2009 - Keep Awake
- 2010 - Kolpix
- 2010 - Future Radio
- 2010 - Wandering Mind
- 2010 - Modern Times

## Videografia

### DVD
- 2010 - Live and Kickin Part Too[2]

### Videoclip
- 2009 - Slow Down
- 2009 - Ugly Girl
- 2010 - Kolpix
- 2011 - Wandering Mind
- 2011 - Modern Times